# Provincie Pedro Domingo Murillo
Provincie Pedro Domingo Murillo se nachází na jihu departamentu La Paz v Bolívii. Má podlouhlý charakter jdoucí od severu k jihu. Zahrnuje malou část roviného Altiplana, většina však leží v pohoří And. Hlavním městem provincie je La Paz, město které je hlavním městem celé Boliívie. Skládá se z pěti obcí z nichž El Alto a La Paz (obě přibližně jedním milionem obyvatel). Všechny obce jsou v jižní části provincie, pouze obec La Paz začíná ve městě La Paz a pokračuje přes hory směrem na sever až k hranicím provincie. Jižními obcemi jsou El Alto, Achocalla, Palca a Mecapaca.
V provincii leží národní park Mallasa a dále částečně parky Tuni-Condoriri a Cotapa.
Pramení zde nebo protéká několik řek, například Vilaque, Río de La Paz, Neluyani, Achocalla, Seco, Choqueyapu, Irpavi, Uma Palca a další.